# 湖城以正
湖城以正（琉球語：／  ?；1832年—1891年），蔡姓，唐名不詳，字以正，故又稱蔡以正，是活躍於琉球國第二尚氏王朝末期的人物。他是親清派的人物、脫清人，也是唐手（空手道）湖城流的第三代宗家。人稱湖城小（琉球語：／ ）。
湖城以正出生在久米村的蔡氏湖城家，蔡氏湖城家是蔡氏具志頭家的分支，元祖為蔡瀚（屋良親雲上）。湖城以正的祖父蔡肇功（湖城親方）創立了湖城流。父親蔡昌偉繼承了這門武術，並將它傳給了湖城以正。
1848年，16歲的湖城以正隨父親蔡昌偉、從兄蔡大禎（湖城大禎）前往中國，學習儒學、兵法和中國武術。湖城以正與湖城大禎向紫禁城武官イーファー學習了中國武術，湖城以正以的槍術、弓術都非常出眾。イーファー忙於公務的時候，湖城以正就成為了師範代，代替イーファー傳授武術。
1868年，湖城以正歸國。1879年，琉球被日本吞併，改為沖繩縣。湖城以正以保護請願使的身份，同神山庸忠等共13人一起前往福州，希望清朝對此同日本交涉，恢復琉球國。隨後，跟隨向德宏、林世功、蔡大鼎、李文達等人前往北京交涉，未果，只得回到福州。
湖城以正沒有回到沖繩縣，而是在福州的柔遠驛附近開設了道場，傳授唐手。他與以同樣目的來到福州的上地完文、東恩納寬量等人有武術上的交流。

## 腳註
1. ↑  琉球政治家蔡溫、蔡世昌都是蔡氏具志頭家出身。